# Птах у своєму гнізді
Птах у своєму гнізді - збірка оповідань українського прозаїка, сценариста фільму "Тіні забутих предків" Івана Чендея. Книга видана до 100-річчя із дня народження письменника у 2024 році та упорядкована донькою — Марією Чендей-Терещак. Видання підготоване за підтримки “Міжнародного благодійного фонду імені Івана Чендея”. 

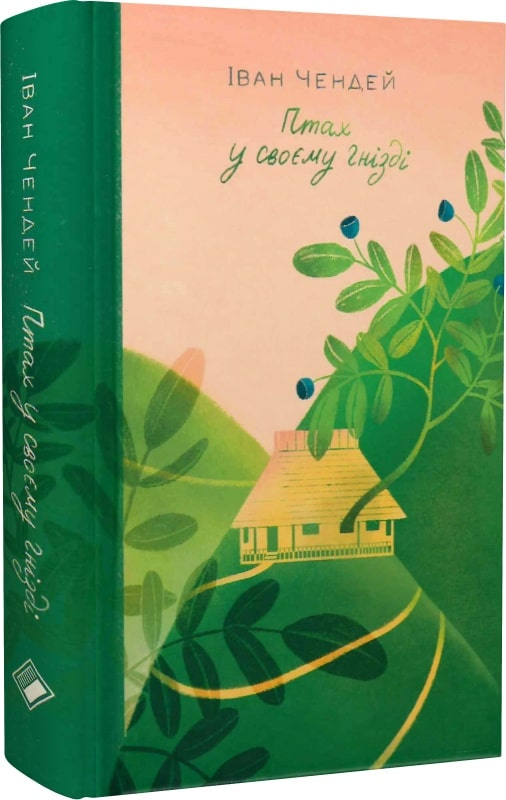
Фото обкладинки збірки новел Івана Чендея "Птах у своєму гнізді"

## Зміст
Збірка “Птах у своєму гнізді” вміщує передмову, 14 оповідань та післямову.
У передмові “Охоронець Світового Дерева” Оксана Луцишина проаналізувала окремі символи й метафори Чендеєвих новел, акцентуючи на глибині й позачасовості тих питань, які порушував у своїх творах автор. Авторка була знайома (“через друковане слово і телефонний дзвінок”) з Іваном Чендеєм, до того ж росла на батьківщині автора, тож змогла відчути і передати читачам тонкощі його оповідань.
У книжці представлені наступні твори:
- Символічно перша новела в творчості Івана Чендея та цій збірці — “Чайки летять на Схід”;
- “Льодові квіти”;
- “Зозулька”;
- “На фронт”;
- “Син”;
- “Тестамент”;
- “Дорога туди й назад”;
- “Пайочка”;
- “Гаврилова “Золота осінь”;
- “Преображенна Маріка”;
- “Криниця діда Василя”;
- “Білі гвоздики на Новий рік”;
- “Березневий сніг”;
- “Калина під снігом”.

Збірка закінчується післямовою літературознавиці та письменниці Роксолани Жаркової “Всі перші й останні речення”, епіграфом до якої послужили слова зі “Щоденників” Івана Чендея: 
“... а солі на ранах так багато, що уже, здається, ніяким “цукром” не дістати до живого”
та Мавки з “Лісової пісні” Лесі Українки:
“Як добре зважити, то я у лісі зовсім самотня...”.

## Презентація збірки
Вперше презентація збірки відбулась за сприяння Книгарні “Є” у березні 2024 року, відеотрансляцію якої можна переглянути на YouTube. 
“Птаха у своєму гнізді” також презентували в садибі Івана Чендея, де його донька — Марія Чендей-Терещак розповіла про те родинне гніздо, де народився Батько, про його край, рідне місто Дубове та гору Ясенову. На цій зустрічі зібралось чимало поціновувачів творчості митця, а також людей, які відкрили вперше для себе закарпатського письменника, адже його твори з початку 2000-х років не перевидавалися.

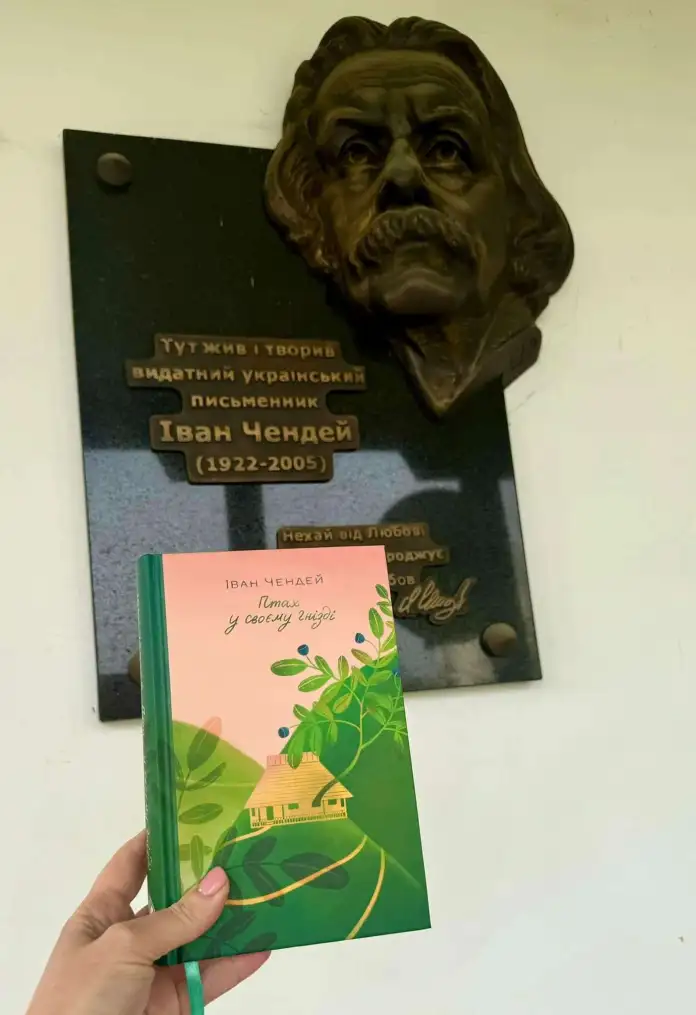
Збірка на фоні родинної садиби

16 травня на базі Закарпатської обласної універсальної наукової бібліотеки імені Ф. Потушняка. Представляла збірку Марія Чендей-Терещак,  яка з любов’ю підійшла до укладання книжки, підібрала кращі твори різної тематики й часу написання: про тонкощі жіночої, чоловічої, дитячої психології, про сільський і міський світ, про митців, Ужгород... Й наголосила, що новели Івана Чендея інакше сприймаються в юнацькому і зрілому віці. 

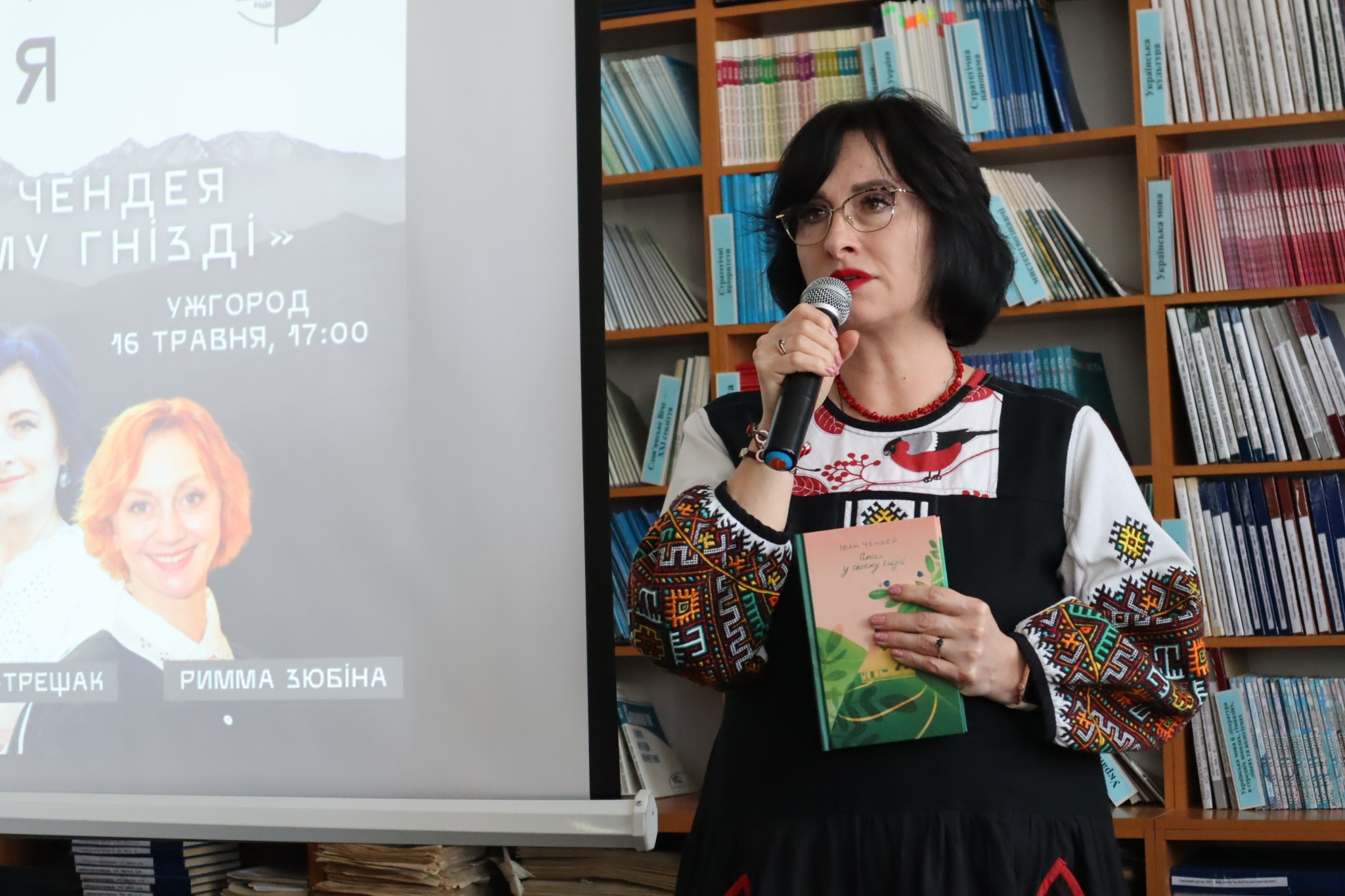
Марія Чендей-Терещак - донька автора, укладачка збірки на презентації

Назву книжці дала цитата із оповідання «Криниця діда Василя», яку образно й концептуально відобразила художниця Мар’яна Микитюк в оформленні видання – родинну хату, рідну закарпатську землю, птаха, дерево, міст…
Родзинкою вечора стала українська акторка, громадська діячка Римма Зюбіна, що майстерно зачитала новелу «Калина під снігом», з якою працювала і під час навчання в театральному університеті.

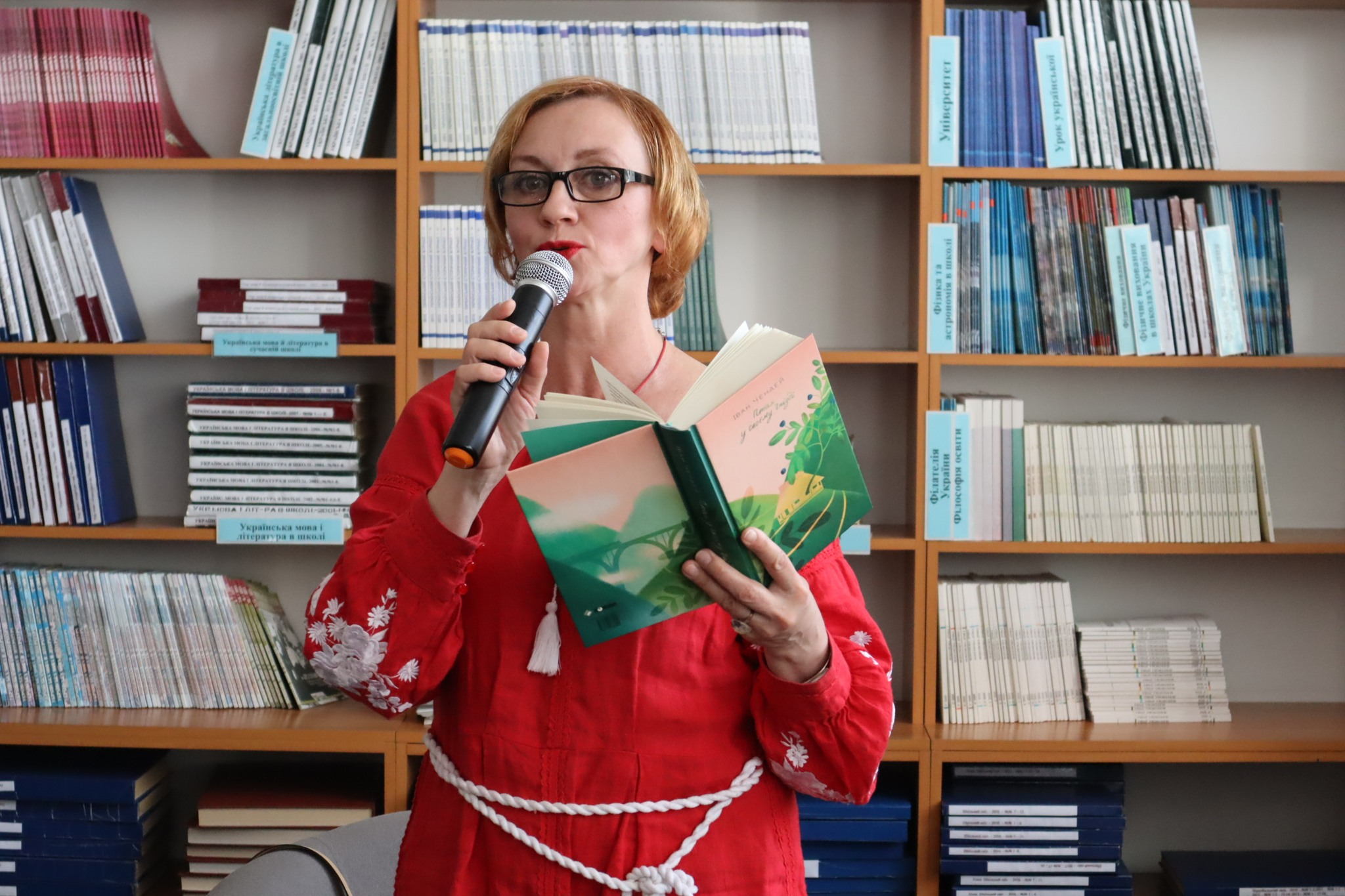
Римма Зюбіна на презентації збірки "Птах у своєму гнізді"

Майже 400-сторінкова книжка містить вибрані твори майстра новели, який вміло прописав у літературі закарпатську душу. Творчість Чендея — це про любов до свого: історії, звичаїв, пам’яті, простих людей із чистими й гарячими серцями. І про уславлення цієї любові у слові.
1. ↑  Книгарня "Є" (15 березня 2024), Презентація збірки малої прози Івана Чендея "Птах у своєму гнізді", процитовано 20 жовтня 2024
2. ↑  Oksent (5 квітня 2024). Птах у своєму гнізді: на родинній садибі Чендея презентували його книгу - Litgazeta.com.ua (укр.). Процитовано 20 жовтня 2024.
3. 1 2  В Ужгороді презентували нову збірку художніх творів Івана Чендея "Птах у своєму гнізді" (ФОТО) @ Закарпаття онлайн. Закарпаття онлайн. Процитовано 20 жовтня 2024.